# Paolo Frisi
Paolo Frisi   (Melegnano, 13 d'abril de 1728 - Milà, 22 de novembre de 1784) fou un matemàtic italià del segle xviii.

## Vida
Frisi va ingressar al convent dels barnabites de Milà als voltants de 1746 i després del període de formació va esdevenir clergue regular de l'orde. El 1753 va ser escollit membre de l'Acadèmie Royale des Sciences de París.
Entre 1753 i 1756 va ser professor de Filosofia a dues escoles de Milà. El 1756 deixa Milà per convertir-se en professor de filosofia a la Universitat de Pisa on romandrà fins al 1764 en que retorna a Milà per a ser professor de matemàtiques de la Scuola Palatina.
El 1757 va ser escollit fellow de la Royal Society i també va ser membre de les acadèmies de Berlín i de Sant Petersburg.
Poc després de la supressió dels jesuïtes, amb qui havia mantingut diferències docents importants, va abandonar l'orde barnabita i es va convertir en clergue secular.

## Obra
Frisi va ser un físic i matemàtic notable, estudiós de la hidràulica, de l'astronomia, de la dinàmica i de l'electricitat.
Frisi va escriure, en llatí, tres tractats matemàtics que eren compendis dels coneixements de la seva època: Algebra e geometria analitica (1782), Meccanica (1783) i Cosmografia (1785). Tots tres van ser traduïts al francès i l'anglès i van tenir ampla difusió per Europa.
Abans, però, d'escriure aquests tractats (més aviat destinats a l'ensenyament), havia publicat altres llibres i articles que recollien les seves recerques en diferents camps:
En astronomia, es va interessar pel moviment de la Terra: De Motu diurno terrae dissertatio (Pisa, 1756); treball pel que va rebre el premi anual de l'Acadèmia de Berlín.
En matemàtiques, va estudiar problemes de mecànica i cinemàtica (composició del moviment rotatori) i, sobretot, problemes d'isoperimetria: Dissertatio de quantitatibus maximis et minimis isoperimetricis (Siena, 1781).
També és notable la seva obra hidràulica, que inclou un projecte de canal entre Milà i Pavia que es duria a terme anys més tard de la seva mort: Del modo di regolare i fiumi, e i torrenti (Lucca, 1762).
Molt original és la seva aportació a la matemàtica econòmica per tractar-se d'un dels primers intents de dotar aquesta ciència d'aparell matemàtic. El 1772, al publicar-se la sisena edició del llibre del seu amic Pietro Verri Meditazioni sull' Economia Politica, Frisi hi va afegir les anotacions matemàtiques, convertint les paraules de Verri en llenguatge matemàtic. No sembla que la obra millorés en claredat, ja que el mateix Verri va eliminar les notes en la setena edició, però segurament es tracta del primer intent d'aplicar les matemàtiques a les ciències socials.
A més de la seva tasca científica, també va ser un reformador social que va combatre la màgia i la bruixeria i va defensar les reformes dins de l'Església Catòlica. També va escriure notables elogis de científics com Galileu o D'Alembert,